# Jakob Bührer
Jakob Bührer [a] (Zurique, 8 de novembro de 1882 — Locarno, 22 de novembro de 1975) foi um jornalista e escritor suíço.

## Biografia
Bührer passou sua mocidade em relativa pobreza na cidade suíça de Schaffhausen. Fez uma aprendizagem comercial e começou a trabalhar como redator de pequenos jornais, para os quais redigiu artigos críticos sobre temas sociais e culturais.
Depois do sucesso de seu livro Aus Konrad Sulzers Tagebuch trabalhou, a partir de 1917, alguns anos como escritor livre e criou textos literários humorísticos e de crítica social. Entrou no Partido Social Democrata da Suíça e manifestou-se em favor das vitimas da Fusillade do 9 de novembro 1932 em Genebra, o que lhe custou a perda de seu emprego na National-Zeitung. Ganhou o resto de sua vida como jornalista para a imprensa social democrata e sindical assim como leitor e tradutor para a associação Büchergilde Gutenberg.
Sua segunda esposa foi a escritora feminista suíça Elisabeth Thommen cujas relações com o escritor Hans Morgenthaler causou turbulências no casamento.
Considera-se como sua obra mestra a trilogia inacabada Im roten Feld (trad. “No campo vermelho”) publicada pela primeira vez nos anos 1938, 1944 e 1951, respectivamente. Trata-se de uma tentativa de compreender a história literária da Suíça na época da Revolução Francesa.
No centro de sua vasta obra literária encontra-se a descrição de destinos sociais individuais no contexto da crise econômica dos anos 1930 na Suíça.